# Groszek błotny
Groszek błotny (Lathyrus palustris L.) – gatunek rośliny z rodziny bobowatych.

## Rozmieszczenie geograficzne
Zwarty obszar zasięgu obejmuje niemal całą Europę i znaczną część Azji, w Ameryce Północnej występuje w rozproszeniu. W Polsce występuje głównie na niżu, najliczniej w dolinach dużych rzek: Wisły, Odry, Warty, Noteci, Bugu. W Karpatach stwierdzono występowanie tylko na jednym stanowisku na Pogórzu Cieszyńskim i jedno na Pogórzu Jasielskim w miejscowości Józefów.

## Morfologia

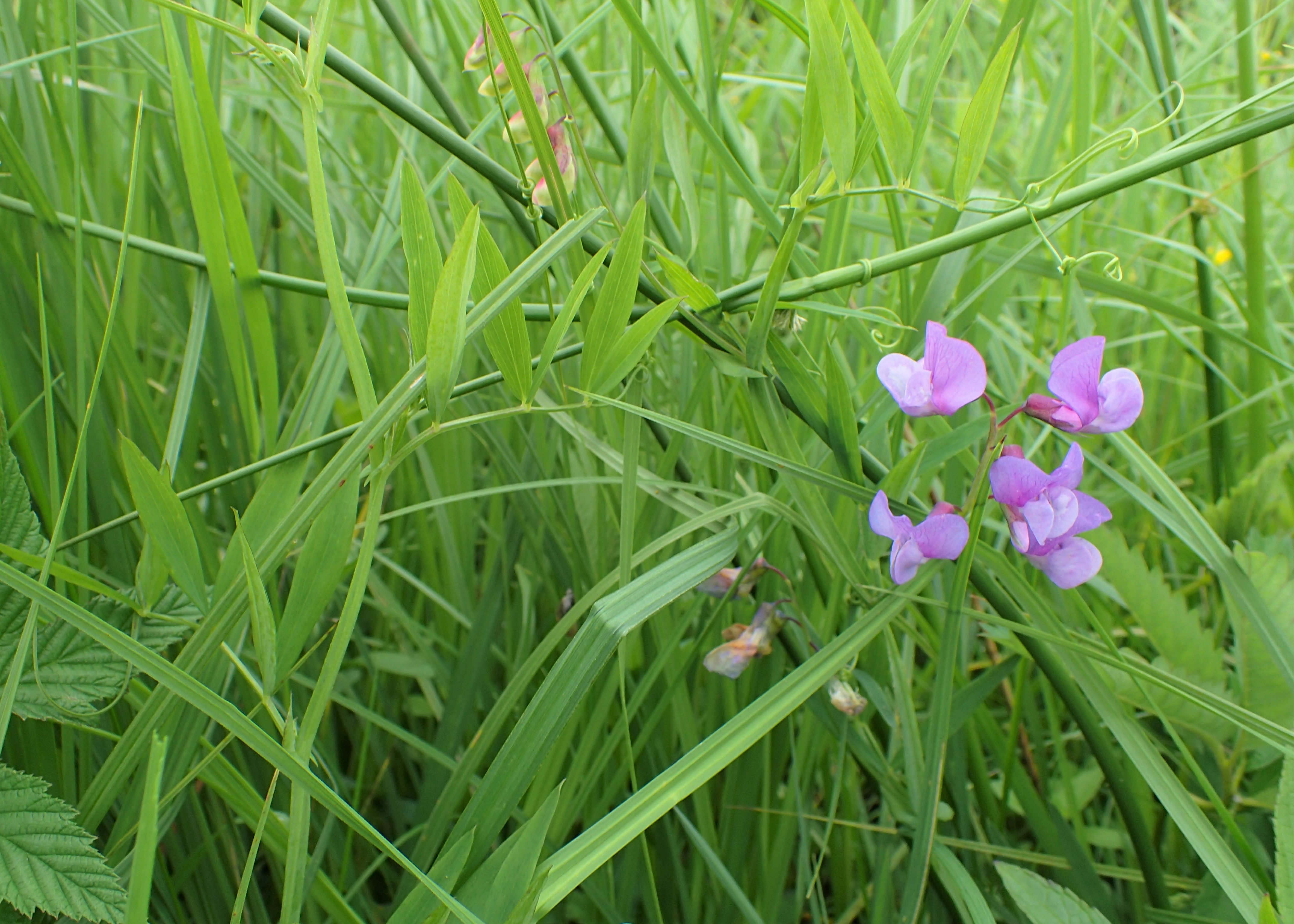
Pokrój

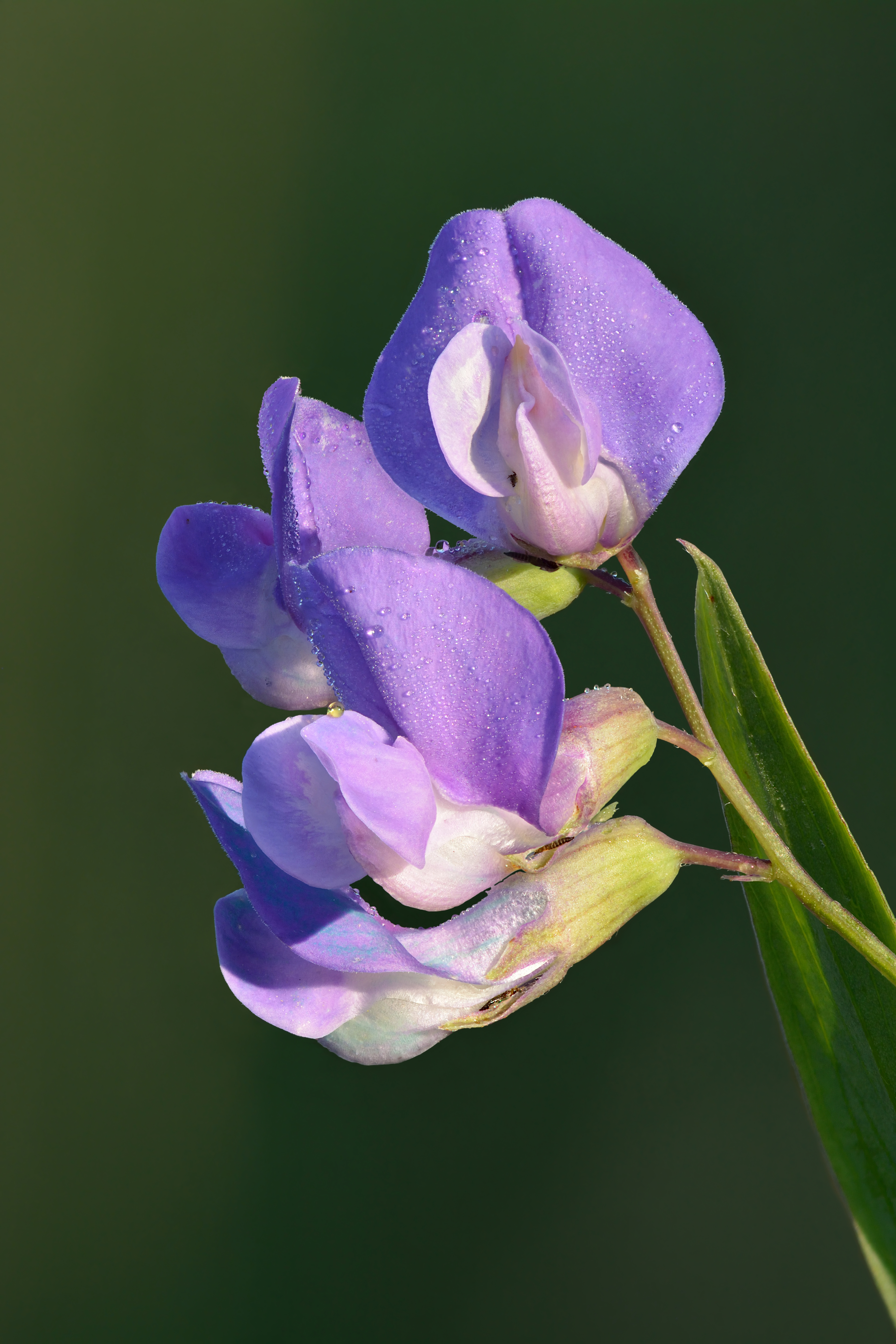
Kwiaty

ŁodygaSzarozielona, pnąca, wąsko oskrzydlona, do 1 m długości.
LiścieZłożone z 2–3 par podługowatych lub lancetowatych listków, zakończone wąsem. Przylistki nieduże, lancetowate, długości ogonka. Ich ogonki liściowe są niemal nieoskrzydlone, z ledwo widocznymi skrzydełkami.
KwiatyDługości 1,5–2 cm, na szypułkach długości 2–5 mm, wyrastające z kąta przysadek. Zebrane są w 3-7-kwiatowe grono. Kielich dzwonkowaty, siny. Korona purpurowoniebieska.
OwocStrąk długości 3–4 cm. Pokryty jest wyraźną siateczką nerwów. Zawiera kuliste, czerwonobrunatne nasiona.

## Biologia i ekologia
Bylina, hemikryptofit. Rośnie na podmokłych łąkach, na których w okresie wiosennym występuje stała i duża wilgotność. Kwitnie od czerwca do sierpnia. Liczba chromosomów 2n = 42. Gatunek charakterystyczny związku Calthion i zespołu Poo-Lathyretum palustris.

## Zagrożenia i ochrona
Roślina umieszczona na Czerwonej liście roślin i grzybów Polski (2006) w grupie gatunków narażonych na wyginięcie (kategoria zagrożenia V). Od 2014 roku jest objęta w Polsce ochroną częściową.
Głównym zagrożeniem dla gatunku jest melioracja łąk, oraz postępujące zalesienie nieużytków.